# Frans Formule 4-kampioenschap
Het Franse Formule 4-kampioenschap (voorheen bekend als Franse Formule Renault Campus, Formule Campus, Formul'Academy Euro Series en F4 Eurocup 1.6) is een raceklasse in het formuleracing in Frankrijk. Het is ontstaan om coureurs een goede doorstroming te geven vanuit het karting. Momenteel is de organisatie in handen van de FFSA, de Auto Sport Academy en Total. Het kampioenschap gebruikt Formule Renault-auto's, maar wordt niet beschouwd als een officiële Formule Renault-klasse. Desondanks was het kampioenschap in 2010 wel onderdeel van de World Series by Renault, maar na een jaar werd het weer van dit schema af gehaald. De kampioen krijgt support om deel te nemen aan een Formule Renault 2.0-kampioenschap.
Vanaf 2018 wordt het kampioenschap gehouden onder de officiële Formule 4-reglementen.

## Auto
- Chassis: Koolstofvezel, monocoque.
- Motor: Renault, 1600cc, 140 pk.
- Banden: Kumho.
- Transmissie: Vijf versnellingen.

## Kampioenen
| Jaar | Kampioenschap                     | Kampioen           | Juniorkampioen     | Internationaal kampioen |
| ---- | --------------------------------- | ------------------ | ------------------ | ----------------------- |
| 1993 | Formula Campus by Renault and Elf | Sébastien Philippe | niet gehouden      | niet gehouden           |
| 1994 | Formula Campus by Renault and Elf | Franck Montagny    | niet gehouden      | niet gehouden           |
| 1995 | Formula Campus by Renault and Elf | Renaud Malinconi   | niet gehouden      | niet gehouden           |
| 1996 | Formula Campus by Renault and Elf | Philippe Bénoliel  | niet gehouden      | niet gehouden           |
| 1997 | Formula Campus by Renault and Elf | Marcel Costa       | niet gehouden      | niet gehouden           |
| 1998 | Formula Campus by Renault and Elf | Westley Barber     | niet gehouden      | niet gehouden           |
| 1999 | Formula Campus by Renault and Elf | Adam Jones         | niet gehouden      | niet gehouden           |
| 2000 | Formula Campus by Renault and Elf | Stéphane Morat     | niet gehouden      | niet gehouden           |
| 2001 | Formula Campus by Renault and Elf | Bruce Lorgeré-Roux | niet gehouden      | niet gehouden           |
| 2002 | Formula Campus by Renault and Elf | Loïc Duval         | niet gehouden      | niet gehouden           |
| 2003 | Formula Campus by Renault and Elf | Laurent Groppi     | niet gehouden      | niet gehouden           |
| 2004 | Formula Campus by Renault and Elf | Jacky Ferré        | niet gehouden      | niet gehouden           |
| 2005 | Formula Campus by Renault and Elf | Jean Karl Vernay   | niet gehouden      | niet gehouden           |
| 2006 | Formula Campus by Renault and Elf | Kévin Estre        | niet gehouden      | niet gehouden           |
| 2007 | Formula Campus by Renault and Elf | Jean-Éric Vergne   | niet gehouden      | niet gehouden           |
| 2008 | Formul'Academy Euro Series        | Arthur Pic         | niet gehouden      | niet gehouden           |
| 2009 | Formul'Academy Euro Series        | Benjamin Bailly    | niet gehouden      | niet gehouden           |
| 2010 | F4 Eurocup 1.6                    | Stoffel Vandoorne  | niet gehouden      | niet gehouden           |
| 2011 | Franse Formule 4-kampioenschap    | Matthieu Vaxivière | niet gehouden      | niet gehouden           |
| 2012 | Franse Formule 4-kampioenschap    | Alexandre Baron    | niet gehouden      | niet gehouden           |
| 2013 | Franse Formule 4-kampioenschap    | Anthoine Hubert    | niet gehouden      | niet gehouden           |
| 2014 | Franse Formule 4-kampioenschap    | Lasse Sørensen     | Dorian Boccolacci  | Lasse Sørensen          |
| 2015 | Franse Formule 4-kampioenschap    | Valentin Moineault | Sacha Fenestraz    | Valentin Moineault      |
| 2016 | Franse Formule 4-kampioenschap    | Ye Yifei           | Ye Yifei           | Gilles Magnus           |
| 2017 | Franse Formule 4-kampioenschap    | Arthur Rougier     | Victor Martins     | Arthur Rougier          |
| 2018 | Franse Formule 4-kampioenschap    | Caio Collet        | Théo Pourchaire    | niet gehouden           |
| 2019 | Franse Formule 4-kampioenschap    | Hadrien David      | Victor Bernier     | niet gehouden           |
| 2020 | Franse Formule 4-kampioenschap    | Ayumu Iwasa        | Valentino Catalano | niet gehouden           |
| 2021 | Franse Formule 4-kampioenschap    | Esteban Masson     | Alessandro Giusti  | niet gehouden           |
| 2022 | Franse Formule 4-kampioenschap    | Alessandro Giusti  | niet gehouden      | niet gehouden           |
| 2023 | Franse Formule 4-kampioenschap    | Evan Giltaire      | niet gehouden      | niet gehouden           |
| 2024 | Franse Formule 4-kampioenschap    | Taito Kato         | niet gehouden      | niet gehouden           |